# Vanzac
Vanzac – miejscowość i gmina we Francji, w regionie Nowa Akwitania, w departamencie Charente-Maritime.
Według danych na rok 1990 gminę zamieszkiwały 173 osoby, a gęstość zaludnienia wynosiła 27 osób/km² (wśród 1467 gmin regionu Poitou-Charentes Vanzac plasuje się na 822. miejscu pod względem liczby ludności, natomiast pod względem powierzchni na miejscu 1014.).